# Wang Ki-chun
Wang Ki-chun (kor. 왕기춘 ;ur. 13 września 1988 w Jeongeup) – koreański judoka, srebrny medalista olimpijski, mistrz świata.
Największym sukcesem zawodnika jest srebrny medal olimpijski z Pekinu w kategorii do 73 kg oraz dwukrotnie złoty medal mistrzostw świata (2007, 2009) w tej kategorii. Na mistrzostwach świata zdobył też brązowy medal w 2010 roku.